# Betty Sutton
Betty Sue Sutton, född 31 juli 1963 i Barberton, Ohio, är en amerikansk demokratisk politiker. Hon representerade delstaten Ohios 13:e distrikt i USA:s representanthus 2007–2013. I hennes distrikt ingick på den tiden de flesta av Clevelands västra och södra förorter, bland annat Akron, Lorain, Elyria och Cuyahoga Falls.
Sutton avlade 1985 grundexamen vid Kent State University och 1990 juristexamen vid University of Akron. Hon inledde därefter sin karriär som advokat i Barberton.
Kongressledamoten Sherrod Brown kandiderade till USA:s senat i kongressvalet i USA 2006 och vann. Sutton efterträdde Brown i representanthuset. Hon stödde Hillary Clinton i demokraternas primärval inför presidentvalet i USA 2008.